# Dějiny účetnictví v Číně
Dějiny účetnictví v Číně počínají v dobách vzniku nejstarších států na čínském území. Dynastie Šang a Čou používaly ke spravování svých říší systémy jednoduchého účetnictví. Přičemž pravidla účtování ve státní správě byla dlouho propracovanější než v relativně zaostávající soukromé sféře. Čínské účetnictví také mělo některé specifické charakteristiky plynoucí z vlivů čínské kultury, především konfucianismu a feng-šuej. Typická byla nechuť k jasnému a ostrému oddělení jednotlivých typů účtů a důraz na celkovou bilanci, pokud možno vyrovnanou. 
Rozvoj účetních metod odpovídal postupnému růstu státních i komerčních aktivit. Účetní metody se zdokonalovaly postupně, jednodušší přecházely v dokonalejší. Systém jednoduchého účetnictví používaný za dynastie Čou a později byl nazván tříčlenná bilanční metoda (san-ču ťie-čuan). Koncem vlády dynastie Tchang byla zdokonalena v  čtyřčlennou bilanční metodu (š’-cu-fa). K výraznému pokroku došlo v mingské Číně, kdy v polovině 15. století vzniklo nejprve třídílné účetnictví (san-ťiao čang), používající směsici jednoduchého a podvojného účtování, a koncem 16. století i plně podvojné účetnictví dračí brány (lung-men čang). To bylo v polovině 18. století zdokonaleno ve čtyřdílné účetnictví (š’-ťiao čang), používané do konce 19. století. 
Od přelomu 19. a 20. století přebírali čínští podnikatelé i stát evropské účetní standardy, zprvu ze Západu, po vzniku Čínské lidové republiky v polovině 20. století se Číňané orientovali spíše na sovětskou praxi. Po zahájení ekonomických reforem koncem 20. století se Čína opět vrací k západním vzorům.

## Kulturní vlivy
Na vývoj a formování účetnictví v Číně měly mohutný vliv kulturní faktory. Čínská víra a filozofie, především konfucianismus, ale i feng-šuej zásadně ovlivnily myšlení čínských účetních. Mezi kulturní prvky ovlivňující účetnictví patřily především teorie o protikladu jin a jang, pod jejímž vlivem byly spravedlnost a zisk interpretovány jako protiklady, podobně Číňané chápali i vztah důvěry a smlouvy. V čínském myšlení ovšem výše uvedené protiklady nevyjadřují neslučitelné a oddělené protiklady jako v západním myšlení dvojice černá/bílá či život/smrt, ale dva aspekty jednoho celku, které mohou přecházet jeden v druhý, přičemž zánik jednoho aspektu vede k celkové zkáze. Z toho plynula nechuť k jasnému a ostrému oddělení jednotlivých účtů a důraz na celkovou bilanci, pokud možno vyrovnanou. Účetnictví bylo ovlivněno i celkově konzervativním myšlením a kolektivismem konfucianismu.
Pod vlivem konfucianismu a feng-šuej byla pravidla účtování ve státní správě relativně propracovaná, v kontrastu k pouze nepsaným účetním standardům v soukromé sféře. Účetnictví státu nebylo přirozeně zaměřeno na určení zisku, resp. ztrát, nebo zvyšování efektivity, ale na stanovení a kontrolu toků dávek a daní od obyvatelstva k úřadům a z regionů do centra a dále ke statistickým účelům. Vzhledem ke konfuciánské preferenci spravedlnosti před ziskem, a nedosažitelnosti obojího, jak už bylo výše zmíněno, byl i pojem zisk (利, li) v účetních knihách nahrazován eufemismem chung (doslova „červený“, červená je pro Číňany barva štěstí a bohatství).
Konfucianismus a buddhismus ovlivnil též společenský status účetních, kde státní úředníci zabývající se financemi měli prestiž přiměřenou svému úřednímu postavení, naproti tomu soukromí účetní byli považováni za zástupce nepříliš důstojného povolání přirozeně spojovaného se snahou o zisk, vždy morálně pochybnou, namísto morálně bezchybné snahy o spravedlnost. Ostatně konfuciáni dlouho, až do čchingské doby považovali i sám obchod za podřadné povolání, kterému se muž dbalý své cti vyhýbá.

## Počátky, tříčlenná bilanční metoda
Nejstarší účetní záznamy (2000–700 př. n. l.) uvádějí výčty dávek odevzdávaných úředníkům, nebo obětovaných bohům a předkům. Už od nejstarších dob byl užíván desítkový systém a čísly až do 30 000. S rozvojem státních institucí se zvyšovala i složitost účetních záznamů. Vláda dynastie Šang už používala propracovaný účetní systém.
V období dynastie Čou (11. – 3. století př. n. l.) se objevili specializovaní úředníci mající na starosti státní účty. Rozvoj účetních metod odpovídal postupnému růstu státních i komerčních aktivit. Účetní dynastie Čou používali rozpočtové účty, kontrolu výdajů, pravidelné (desetidenní, měsíční, roční) zprávy, vládní audit. Byla formulována potřeba přesnosti, aktuálnosti a důvěryhodnosti účetních knih, zavedeno bylo i systematické zdanění.
Používaný systém jednoduchého účetnictví byl nazván tříčlenná bilanční metoda (či tříoddílová, doslova „třípilířová/třísloupová“, 三柱结算, san-ču ťie-suan). Pro tehdejší účetnictví bylo charakteristické rozdělení a klasifikace účtů, účetnictví bylo jednoduché, používány byly dva typy knih – deník (草流, cchao liou) a hlavní kniha (總淸, cung čching). Transakce byly zapisovány do deníků po sobě jak následovaly. Zápisy začínaly vstupním označením účetních případů – příjmy byly značeny znakem žu (入), výdaje čchu (出), pokračovaly popisem transakce a nakonec byla uvedena částka. Knihy byly uzavírány s použitím tříčlenné metody, jejíž základní (trojčlennou, odtud pojmenování metody) rovnicí bylo:
příjmy (žu) − výdaje (čchu) = saldo (余, jü).

## Tchangské a sungské období, čtyřčlenná bilanční metoda
Rozvoj účetních metod odpovídal postupnému růstu státních i komerčních aktivit. Účetní metody se zdokonalovaly postupně, jednodušší metody přecházely v dokonalejší. V tchangském období se objevil systém deníku a hlavní knihy. Zavedeny byly tři základní typy účetních knih: memorandum (cchao liou), deník (細流, si-liou) a hlavní kniha (cung-čching). nebo cchao liou (memorandum), ž’-čching pu (日淸, deník) a tche-čching pu (hlavní kniha). O každé transakci byl pořízen záznam (memorandum). Koncem dne byly záznamy zapsány do deníku, přičemž pro důležité skupiny transakcí existovaly podřízené deníky. Každých deset dní byly zápisy z deníku přepsány do hlavní knihy.
Další tchangskou inovací, doloženou počátkem 10. století, bylo rozvinutí tříčlenné metody v čtyřčlennou (四柱法, s’-ču-fa, 四柱结算, s’-ču ťie-suan). Dřívější saldo bylo nahrazeno dvěma položkami – počátečním a konečným stavem účtu. Základní rovnicí čtyřoddílové metody bylo:
zůstatek minulého období (管, kuan,) + příjmy (šou, 收) − výdaje (除, čchu) = zůstatek (在, caj).
Metoda se výrazně rozšířila v sungské Číně a byla standardem používaným ve státní správě mingské i čchingské Číny.

## Mingské a čchingské období
S rozvojem podnikání, obchodu a finančních služeb (zastaváren, úvěrových družstev a bankovnictví) v hospodářství mingské Číny (řada autorů uvádí mingskou dobu jako období, kdy se v Číně objevily prvky kapitalistického způsobu produkce) byla pociťována nedostatečnost dosavadních účtovacích metod. Účetnictví se v tomto období významně zdokonalovalo. Postupně čínští účetní, nezávisle na rozvoji účetních postupů v Evropě, vyvinuli vlastní varianty podvojného účetnictví.

### Třídílné účetnictví
Od poloviny 15. století byla používána směsice podvojného a jednoduchého účetnictví označovaná jako třídílné účetnictví (三脚账, san-ťiao-čang, alternativně 三脚书, san-ťiao-šu, nebo 跛脚账, po-ťiao-čang). V tomto systému byly podvojně účtovány pohledávky a převody, kdežto hotovostní platby byly zaznamenávány pouze jedním zápisem.
Třídílný systém byl významným pokrokem ve zdokonalování tradičního jednoduchého účetnictví. Používal stejnou strukturu tří knih – memorandum, deník a hlavní kniha – s důrazem na deník. Obvykle byly používány deníky tři, kniha nákupů a prodejů (货清, chuo-čching pu), kniha hotovosti (jin-čching pu) a kniha převodů a osobních účtů (wan-laj pu). Do deníků byly transakce přepisovány denně z memorand (草流, cchao-liou pu). Stránky deníků byly rozděleny na horní a spodní sekci. Položky kategorizované jako příchozí (來, laj), nebo odchozí (去, čchü), byly zapisovány do vrchní, resp. spodní, části stránky deníku jako příjmy/přírůstky šou (收), resp. výdaje/úbytky fu (付). Dvojice šou/fu odpovídala v soukromé sféře páru žu/čchu ve státní sféře. Přitom každá transakce byla zaznamenána dvakrát, nahoře a dole, v patřičných knihách; pouze hotovostní platby byly zapisovány právě jednou do deníku nákupů a prodejů.
Deníky byly každých pět dnů shrnuty a přepisovány do hlavní knihy, přičemž výsledný zůstatek byl stanoven čtyřčlennou metodou. Protože hotovostní transakce byly zaznamenávány jednoduchým zápisem a ostatní podvojným, byl systém nazván třídílné účetnictví. Rozdělení stránek účetních knih vodorovnou čarou uprostřed a zapisování příjmů nahoru a výdajů dolů zůstalo charakteristickým znakem jak třídílného účetnictví, tak následujících čínských účetních systémů.

### Účetnictví dračí brány
V pozdním mingském období (1570–1640) se mezi bankéři objevil, a později rozšířil i do komerční a výrobní sféry, zdokonalený systém „účetnictví dračí brány“ (龙门账, lung-men čang). Používal důsledné třídění účetních operací na příjmy, výdaje, pohledávky a závazky a podvojné zápisy pro všechny transakce. Účetnictví dračí brány se více rozšířilo na přelomu mingské a čchingské éry.
Účetnictví dračí brány převzalo od dosavadních čínských systémů (třídílné účetnictví, čtyřčlenná bilanční metoda jednoduchého účetnictví) základní strukturu účetních knih. Bylo používáno několik deníků – samostatné deníky pro nákupy, prodeje, hotovostní transakce a převody. Kromě hlavní knihy (tche-čching pu) účetní využívali podřízené specializované knihy pro nákupy, prodeje, zásoby a ostatní skupiny položek.
Účty byly rozděleny do čtyř kategorií – přírůstky (進, ťin, tržby a příjmy), úbytky (缴, ťiao, nákupy zboží, mzdy a jiné provozní náklady, daně), aktiva (存, cchun) a pasiva (該, kaj).
Zápisy v denících byly pravidelně sumarizovány a přenášeny do hlavních knih, ty byly na konci účetního období uzavírány; prodané zboží bylo v rámci účetní závěrky nejčastěji oceňováno nejvyšší cenou dosaženou v průběhu období.
Zisk nebo ztráta byl určován jako rozdíl přírůstků (ťin) a úbytků (ťiao), respektive aktiv (cchun) a pasiv (kaj). Při uzavírání knih musela platit bilanční rovnice:
přírůstky (ťin) − úbytky (ťiao) = aktiva (cchun) − vlastní kapitál a závazky (kaj).
Účetnictví dračí brány mělo značný význam pro pokrok účetnictví v Číně. Podvojnost zápisů přispěla k jasnějšímu porozumění ekonomické podstatě transakcí. Zvýšilo se chápání role zisku a ztráty v souvislosti s jeho výpočtem jak jako rozdílu příjmů a výdajů, tak aktiv a pasiv, což přispělo k pochopení vztahů mezi kapitálem, příjmy, aktivy, výdaji a závazky.

### Čtyřdílné účetnictví
Dalším pokrokem bylo zrození čtyřdílného účetnictví (四脚账, š’-ťiao čang), též jako „účetnictví vyrovnání nebe a země“ (天地合账, tchien-ti che čang) v polovině 18. století, se zdokonaleným systémem vedení účetních knih a klasifikace účtů, jehož konečnými zprávami byly výkaz zisku a ztráty (cchaj-siang) a rozvaha (cchun-kaj).
Rozšířenou klasifikaci účtů a dokonalejší systém hlavních knih, si vynutily komplikovanější obchodní i průmyslové transakce. Používán byl komplexní systém několika hlavních knih a řady podřízených knih různých úrovní. Hlavním rozdílem proti staršímu účetnictví dračí brány byl způsob uzavírání knih. Důraz byl kladen na bilanci aktiv a pasiv podle rovnice: aktiva (cchun) = pasiva (kaj) ± zisk/ztráta. Bylo-li účetnictví v pořádku, musela být aktiva rovná pasivům s přidaným ziskem (resp. ztrátou), toto bylo nazýváno „vyrovnání nebe a země“. Vlastní význam procedury tkvěl v tom, že byl uznám odlišný charakter příjmových a výdajových účtů, které musely být uzavřeny a převedeny do výkazu aktiv a pasiv (rozvahy) jako zisk či ztráta.
Do druhé poloviny 19. století pak většina malých a středních podnikatelů a konzervativnější a menší banky používala jednoduché účetnictví zpravidla ve formě čtyřčlenné bilanční metody, menšina používala třídílné účetnictví. Velcí podnikatelé využívali podvojné účetnictví dračí brány nebo jeho zdokonalené verze.
Zvláštností mingské a čchingské éry bylo používání tří různých typů číslic: vedle standardních číslic (chan-tchi) byly používány i odlišné obchodní číslice (cchao-ma) a do třetice účetní číslice (kchua-ťi) v účetních knihách.

## Moderní doba
Západní účetní metody se koncem 19. století ukázaly být dokonalejší a byly přejaty jak čínským státem, tak soukromou sférou. Ve 20. století již vývoj účetnictví v Číně následoval světové trendy, vzory pro legislativu a účetní praxi byly přebírány ze západních zemí v první polovině 20. století, resp. ze Sovětského svazu po roce 1949. Od zahájení ekonomických reforem v 80. letech se v souvislosti s rozvojem tržních vztahů v ekonomice se přístup k účetnictví v Čínské lidové republice přiklání k západním vzorům.